# Liste der Kirchen im Bistum Mainz – Region Oberhessen
Die Liste der Kirchen im Bistum Mainz – Region Oberhessen führt die römisch-katholischen Kirchengebäude im Bistum Mainz auf, die zum Bestand der 9 Pastoralräume/neuen Pfarreien in der Region Oberhessen gehören.
Die Region Oberhessen ist eine von vier Regionen im römisch-katholischen Bistum Mainz. Sie wurde am 1. August 2022 durch Fusion der vier Dekanate Wetterau-West, Wetterau-Ost, Gießen und Alsfeld gegründet. Ihr Gebiet umfasst grob den Wetteraukreis, den Landkreis Gießen sowie den Vogelsbergkreis.
| Bild | Kirche                                | Ort                                        | Pastoralraum/Pfarrei                   | Bemerkungen                                                                         |
| ---- | ------------------------------------- | ------------------------------------------ | -------------------------------------- | ----------------------------------------------------------------------------------- |
|      | St. Marien                            | Buseck-Großen-Buseck                       | Gießen-Nordost                         | Pfarrkirche der Pfarrei Unbefleckte Empfängnis Mariens Großen-Buseck                |
|      | Sieben Schmerzen Mariens              | Grünberg                                   | Gießen-Nordost                         | Pfarrkirche der Pfarrei Heilig Kreuz Grünberg                                       |
|      | St. Anna                              | Grünberg-Weickartshain-Seenbrücke          | Gießen-Nordost                         | Filialkirche der Pfarrei St. Elisabeth Laubach                                      |
|      | Heilig Geist                          | Laubach                                    | Gießen-Nordost                         | Pfarrkirche der Pfarrei St. Elisabeth Laubach                                       |
|      | St. Joseph                            | Lollar                                     | Gießen-Nordost                         | Pfarrkirche der Pfarrei St. Joseph Lollar                                           |
|      | St. Johannes Evangelist               | Mücke-Merlau                               | Gießen-Nordost                         | Filialkirche der Pfarrei Heilig Kreuz Grünberg                                      |
|      | St. Franziskus                        | Rabenau-Londorf                            | Gießen-Nordost                         | Pfarrkirche der Pfarrei St. Franziskus und St. Konrad von Parzham Londorf           |
|      | St. Albertus                          | Gießen                                     | Gießen-Stadt                           | Pfarrkirche der Pfarrei St. Albertus Gießen                                         |
|      | St. Bonifatius                        | Gießen                                     | Gießen-Stadt                           | Pfarrkirche der Pfarrei St. Bonifatius Gießen                                       |
|      | St. Thomas Morus                      | Gießen                                     | Gießen-Stadt                           | Pfarrkirche der Pfarrei St. Thomas Morus Gießen                                     |
|      | Maria Frieden                         | Heuchelheim an der Lahn                    | Gießen-Stadt                           | Filialkirche der Pfarrei St. Albertus Gießen                                        |
|      | St. Andreas                           | Hungen                                     | Gießen-Süd                             | Filialkirche der Pfarrei St. Paulus und St. Andreas Lich                            |
|      | St. Josef                             | Langgöns                                   | Gießen-Süd                             | Pfarrkirche der Pfarrei St. Josef Langgöns                                          |
|      | St. Paulus                            | Lich                                       | Gießen-Süd                             | Pfarrkirche der Pfarrei St. Paulus und St. Andreas Lich                             |
|      | St. Maria Immaculata                  | Lich-Eberstadt                             | Gießen-Süd                             | Filialkirche der Pfarrei St. Paulus und St. Andreas Lich                            |
|      | Christkönig                           | Linden-Großen-Linden                       | Gießen-Süd                             | Pfarrkirche der Pfarrei Christkönig Linden                                          |
|      | St. Matthäus                          | Pohlheim-Holzheim                          | Gießen-Süd                             | Filialkirche der Pfarrei St. Martin Pohlheim                                        |
|      | St. Martin                            | Pohlheim-Watzenborn-Steinberg              | Gießen-Süd                             | Pfarrkirche der Pfarrei St. Martin Pohlheim                                         |
|      | Christ-König                          | Alsfeld                                    | Am Vogelsberg (Hl. Drei Könige)        | Filialkirche                                                                        |
|      | Hl. Familie                           | Antrifttal-Ohmes                           | Am Vogelsberg (Hl. Drei Könige)        | Filialkirche                                                                        |
|      | St. Michael                           | Antrifttal-Ruhlkirchen                     | Am Vogelsberg (Hl. Drei Könige)        | Pfarrkirche                                                                         |
|      | Heiligkreuz                           | Antrifttal-Seibelsdorf                     | Am Vogelsberg (Hl. Drei Könige)        | Filialkirche                                                                        |
|      | Allerselige Jungfrau                  | Antrifttal-Vockenrod                       | Am Vogelsberg (Hl. Drei Könige)        | Filialkirche                                                                        |
|      | St. Johann-Baptist                    | Feldatal-Groß-Felda                        | Am Vogelsberg (Hl. Drei Könige)        | Filialkirche                                                                        |
|      | Erscheinung des Herrn                 | Gemünden-Nieder-Gemünden                   | Am Vogelsberg (Hl. Drei Könige)        | Filialkirche                                                                        |
|      | Heilig-Kreuz                          | Grebenau                                   | Am Vogelsberg (Hl. Drei Könige)        | Filialkirche                                                                        |
|      | St. Matthias                          | Homberg (Ohm)                              | Am Vogelsberg (Hl. Drei Könige)        | Filialkirche                                                                        |
|      | St. Jakobus                           | Kirtorf                                    | Am Vogelsberg (Hl. Drei Könige)        | Filialkirche                                                                        |
|      | St. Joseph                            | Romrod                                     | Am Vogelsberg (Hl. Drei Könige)        | Filialkirche                                                                        |
|      | St. Elisabeth                         | Schwalmtal-Brauerschwend                   | Am Vogelsberg (Hl. Drei Könige)        | Filialkirche                                                                        |
|      | Maria Friedenskönigin                 | Freiensteinau                              | Vogelsberg-Süd                         | Filialkirche der Pfarrei Maria Himmelfahrt, St. Josef und St. Laurentius Grebenhain |
|      | Maria Himmelfahrt                     | Grebenhain                                 | Vogelsberg-Süd                         | Pfarrkirche der Pfarrei Maria Himmelfahrt, St. Josef und St. Laurentius Grebenhain  |
|      | St. Jakobus                           | Herbstein                                  | Vogelsberg-Süd                         | Pfarrkirche der Pfarrei St. Jakobus und Johannes der Täufer Herbstein               |
|      | Kreuzkapelle                          | Herbstein                                  | Vogelsberg-Süd                         | betreut von der Pfarrei St. Jakobus und Johannes der Täufer Herbstein               |
|      | St. Michael                           | Lauterbach                                 | Vogelsberg-Süd                         | Kirche der Pfarrei St. Peter und Paul Lauterbach-Schlitz                            |
|      | St. Antonius von Padua                | Lautertal-Eichenrod                        | Vogelsberg-Süd                         | Pfarrkirche der Pfarrei St. Antonius von Padua Eichenrod                            |
|      | Christkönig                           | Schlitz                                    | Vogelsberg-Süd                         | Kirche der Pfarrei St. Peter und Paul Lauterbach-Schlitz                            |
|      | Unbefleckte Empfängnis Mariens        | Ulrichstein                                | Vogelsberg-Süd                         | Pfarrkirche der Pfarrei Unbefleckte Empfängnis Mariens                              |
|      | Maria, Hilfe der Christen             | Wartenberg-Landenhausen                    | Vogelsberg-Süd                         | Kirche der Pfarrei St. Peter und Paul Lauterbach-Schlitz                            |
|      | St. Andreas                           | Altenstadt                                 | Vor dem Vogelsberg (St. Christophorus) | Filialkirche                                                                        |
|      | St. Bonifatius                        | Büdingen                                   | Vor dem Vogelsberg (St. Christophorus) | Filialkirche                                                                        |
|      | St. Josef                             | Büdingen-Düdelsheim                        | Vor dem Vogelsberg (St. Christophorus) | Filialkirche                                                                        |
|      | Heilig Kreuz                          | Echzell                                    | Vor dem Vogelsberg (St. Christophorus) | Filialkirche                                                                        |
|      | St. Petrus                            | Gedern                                     | Vor dem Vogelsberg (St. Christophorus) | Filialkirche                                                                        |
|      | Maria Königin des Friedens            | Gedern-Wenings                             | Vor dem Vogelsberg (St. Christophorus) | Filialkirche                                                                        |
|      | St. Judas Thaddäus                    | Glauburg-Stockheim                         | Vor dem Vogelsberg (St. Christophorus) | Filialkirche                                                                        |
|      | St. Barbara                           | Hirzenhain                                 | Vor dem Vogelsberg (St. Christophorus) | Filialkirche                                                                        |
|      | Liebfrauen                            | Nidda                                      | Vor dem Vogelsberg (St. Christophorus) | Pfarrkirche                                                                         |
|      | St. Stephanus                         | Nidda-Ober-Schmitten                       | Vor dem Vogelsberg (St. Christophorus) | Filialkirche                                                                        |
|      | Christkönig                           | Ortenberg                                  | Vor dem Vogelsberg (St. Christophorus) | Filialkirche                                                                        |
|      | St. Anna                              | Ranstadt                                   | Vor dem Vogelsberg (St. Christophorus) | Filialkirche                                                                        |
|      | Herz Jesu                             | Schotten                                   | Vor dem Vogelsberg (St. Christophorus) | Filialkirche                                                                        |
|      | Christkönig                           | Wölfersheim                                | Vor dem Vogelsberg (St. Christophorus) | Filialkirche                                                                        |
|      | St. Willigis                          | Florstadt-Nieder-Florstadt                 | Wetterau-Mitte                         | Filialkirche der Pfarrei St. Nikolaus Wickstadt                                     |
|      | Georgskapelle                         | Friedberg                                  | Wetterau-Mitte                         | Filialkirche der Pfarrei Mariä Himmelfahrt Friedberg                                |
|      | Heilig Geist                          | Friedberg                                  | Wetterau-Mitte                         | Filialkirche der Pfarrei Mariä Himmelfahrt Friedberg                                |
|      | Mariä Himmelfahrt                     | Friedberg                                  | Wetterau-Mitte                         | Pfarrkirche der Pfarrei Mariä Himmelfahrt Friedberg                                 |
|      | St. Anna                              | Friedberg-Dorheim                          | Wetterau-Mitte                         | Filialkirche der Pfarrei Mariä Himmelfahrt Friedberg                                |
|      | Hollarkapelle                         | Friedberg-Ockstadt                         | Wetterau-Mitte                         | betreut von der Pfarrei St. Jakobus Ockstadt                                        |
|      | St. Jakobus                           | Friedberg-Ockstadt                         | Wetterau-Mitte                         | Pfarrkirche der Pfarrei St. Jakobus Ockstadt                                        |
|      | St. Bonifatius                        | Karben-Klein-Karben                        | Wetterau-Mitte                         | Pfarrkirche der Pfarrei St. Bonifatius Klein-Karben                                 |
|      | St. Johannes Nepomuk                  | Karben-Kloppenheim                         | Wetterau-Mitte                         | Pfarrkirche der Pfarrei St. Johannes Nepomuk Kloppenheim                            |
|      | Mariä Geburt                          | Karben-Okarben                             | Wetterau-Mitte                         | Filialkirche der Pfarrei St. Johannes Nepomuk Kloppenheim                           |
|      | St. Bardo                             | Karben-Petterweil                          | Wetterau-Mitte                         | Filialkirche der Pfarrei St. Bonifatius Klein-Karben                                |
|      | St. Bernhard                          | Niddatal-Assenheim                         | Wetterau-Mitte                         | Filialkirche der Pfarrei St. Nikolaus Wickstadt                                     |
|      | St. Gangolf                           | Niddatal-Assenheim-Wickstadt               | Wetterau-Mitte                         | Filialkirche der Pfarrei St. Nikolaus Wickstadt                                     |
|      | St. Nikolaus                          | Niddatal-Assenheim-Wickstadt               | Wetterau-Mitte                         | Pfarrkirche der Pfarrei St. Nikolaus Wickstadt                                      |
|      | Basilika Maria, St. Petrus und Paulus | Niddatal-Ilbenstadt                        | Wetterau-Mitte                         | Basilica minor, Pfarrkirche der Pfarrei Maria, St. Petrus und Paulus Ilbenstadt     |
|      | Mariä Verkündigung                    | Nidderau-Heldenbergen                      | Wetterau-Mitte                         | Pfarrkirche der Pfarrei Mariä Verkündigung Heldenbergen                             |
|      | St. Maria Magdalena                   | Reichelsheim-Dorn-Assenheim                | Wetterau-Mitte                         | Pfarrkirche der Pfarrei St. Maria Magdalena Dorn-Assenheim                          |
|      | St. Michael                           | Rosbach-Ober-Rosbach                       | Wetterau-Mitte                         | Pfarrkirche der Pfarrei St. Michael Rosbach                                         |
|      | St. Johannes Evangelist               | Rosbach-Rodheim                            | Wetterau-Mitte                         | Pfarrkirche der Pfarrei St. Johannes Evangelist Rodheim                             |
|      | Heilig Kreuz                          | Schöneck-Büdesheim                         | Wetterau-Mitte                         | Filialkirche der Pfarrei Mariä Verkündigung Heldenbergen                            |
|      | St. Paulus                            | Wöllstadt-Nieder-Wöllstadt                 | Wetterau-Mitte                         | Filialkirche der Pfarrei St. Stephanus Ober-Wöllstadt                               |
|      | St. Stephanus                         | Wöllstadt-Ober-Wöllstadt                   | Wetterau-Mitte                         | Pfarrkirche der Pfarrei St. Stephanus Ober-Wöllstadt                                |
|      | St. Bonifatius                        | Bad Nauheim                                | Wetterau-Nord                          | Pfarrkirche der Pfarrei St. Bonifatius Bad Nauheim                                  |
|      | Maria Himmelfahrt                     | Bad Nauheim-Nieder-Mörlen                  | Wetterau-Nord                          | Pfarrkirche der Pfarrei Maria Himmelfahrt Nieder-Mörlen                             |
|      | Usa-Kapelle                           | Bad Nauheim-Nieder-Mörlen                  | Wetterau-Nord                          | betreut von der Pfarrei Maria Himmelfahrt Nieder-Mörlen                             |
|      | Liebfrauenkapelle                     | Bad Nauheim-Schwalheim                     | Wetterau-Nord                          | Filialkirche der Pfarrei St. Bonifatius Bad Nauheim                                 |
|      | St. Gottfried                         | Butzbach                                   | Wetterau-Nord                          | Pfarrkirche der Pfarrei St. Gottfried Butzbach                                      |
|      | St. Michael                           | Butzbach-Fauerbach vor der Höhe            | Wetterau-Nord                          | Filialkirche der Pfarrei St. Gottfried Butzbach                                     |
|      | St. Elisabeth                         | Butzbach-Wiesental                         | Wetterau-Nord                          | Filialkirche der Pfarrei St. Gottfried Butzbach                                     |
|      | St. Nikolaus                          | Münzenberg                                 | Wetterau-Nord                          | Pfarrkirche der Pfarrei St. Nikolaus Münzenberg                                     |
|      | Mariä Himmelfahrt                     | Münzenberg-Gambach                         | Wetterau-Nord                          | Pfarrkirche der Pfarrei Mariä Himmelfahrt Gambach                                   |
|      | Marienkapelle                         | Ober-Mörlen                                | Wetterau-Nord                          | betreut von der Pfarrei St. Remigus Ober-Mörlen                                     |
|      | St. Remigus                           | Ober-Mörlen                                | Wetterau-Nord                          | Pfarrkirche der Pfarrei St. Remigus Ober-Mörlen                                     |
|      | Anna-Kapelle                          | Rockenberg                                 | Wetterau-Nord                          | betreut von der Pfarrei St. Gallus Rockenberg                                       |
|      | St. Gallus                            | Rockenberg                                 | Wetterau-Nord                          | Pfarrkirche der Pfarrei St. Gallus Rockenberg                                       |
|      | St. Laurentius                        | Rockenberg-Oppershofen                     | Wetterau-Nord                          | Pfarrkirche der Pfarrei St. Laurentius Oppershofen                                  |
|      | St. Martin                            | Bad Homburg-Ober-Erlenbach                 | Wetterau-Süd                           | Pfarrkirche der Pfarrei St. Martin Ober-Erlenbach                                   |
|      | St. Elisabeth                         | Bad Homburg-Ober-Eschbach                  | Wetterau-Süd                           | Filialkirche der Pfarrei St. Stephanus Nieder-Eschbach                              |
|      | St. Nikolaus                          | Bad Vilbel                                 | Wetterau-Süd                           | Pfarrkirche der Pfarrei St. Nikolaus Bad Vilbel                                     |
|      | St. Marien                            | Bad Vilbel-Dortelweil                      | Wetterau-Süd                           | Filialkirche der Pfarrei St. Nikolaus Bad Vilbel                                    |
|      | Verklärung Christi                    | Bad Vilbel-Heilsberg                       | Wetterau-Süd                           | Pfarrkirche der Pfarrei Verklärung Christi Heilsberg                                |
|      | Herz Jesu                             | Bad Vilbel-Massenheim                      | Wetterau-Süd                           | Filialkirche der Pfarrei St. Nikolaus Bad Vilbel                                    |
|      | St. Jakobus                           | Frankfurt-Harheim                          | Wetterau-Süd                           | Pfarrkirche der Pfarrei St. Jakobus und Bruder Konrad Harheim                       |
|      | Der Gute Hirte                        | Frankfurt-Nieder-Erlenbach                 | Wetterau-Süd                           | Filialkirche der Pfarrei St. Jakobus und Bruder Konrad Harheim                      |
|      | St. Stephanus                         | Frankfurt-Nieder-Eschbach                  | Wetterau-Süd                           | Pfarrkirche der Pfarrei St. Stephanus Nieder-Eschbach                               |
|      | Heilig Kreuz                          | Friedrichsdorf-Burgholzhausen vor der Höhe | Wetterau-Süd                           | Pfarrkirche der Pfarrei Heilig Kreuz Burgholzhausen                                 |